# Station Świętochłowice
Station Świętochłowice is een spoorwegstation in de Poolse plaats Świętochłowice.